# Троя (печера)
Троя (рос. Троя, Кулогорская-13) — печера в Архангельській області, на Біломорсько-Кулойському плато європейської півночі Росії. Карстова печера горизонтального типу простягання. Загальна протяжність — 5200 м. Глибина печери становить 10 м. Категорія складності проходження ходів печери — 3А.